# Émerson Luiz Firmino
Émerson Luiz Firmino (Campinas, São Paulo, 28 de julho de 1973) é um ex-futebolista brasileiro. Atuava como Atacante.

## Vida pessoal
Émerson atualmente vive na Alemanha com sua esposa.

## Times que já jogou[1][4][5]
| Ano/Temporada | Time                     | Jogos | Gols |
| ------------- | ------------------------ | ----- | ---- |
| 1990          | São Paulo F.C            | 1     | 0    |
| 1990-1991     | F.C Bellinzago           | 0     | 0    |
| 1991-1992     | Hamburger SV             | 6     | 2    |
| 1991-1993     | Hamburger SV B           | 30    | 6    |
| 1993-1995     | Holstein Kiel            | 24    | 10   |
| 1995          | Vasco da Gama            | 5     | 0    |
| 1995          | Shonan Bellmare          | 2     | 0    |
| 1996-1996     | Dnipro                   | 14    | 7    |
| 1996-1997     | FC St. Pauli             | 23    | 1    |
| 1997          | Junior Barranquila       |       |      |
| 1998-2001     | MVV                      | 64    | 23   |
| 2001-2003     | Uerdingen                | 34    | 12   |
| 2002-2003     | Qatar S.C                |       |      |
| 2004          | Tianjin Tiger            |       |      |
| 2005          | América (Rio de Janeiro) |       |      |
| 2005-2006     | Hapoel Petah Tikva       |       |      |
| 2005-2006     | Real España              |       |      |

## Títulos

### Shonan Bellmare
- Copa do Imperador: 1995[3]
- Copa Asiática dos Campeões de Copa: 1995[3]

1. 1 2  «Émerson Luiz Firmino Stats, Goals, Records, Assists, Cups and more». FBref.com. Consultado em 9 de abril de 2024
2. ↑  «MENDES SNUBS NEWCASTLE SWITCH». Sky Sports (em inglês). Consultado em 9 de abril de 2024
3. 1 2 3  «ЕМЕРСОН Луїс Фірміно: «Коли їхав в Україну, то боявся, що про мене забудуть» - UkrFootball». ukrfootball.ua (em ucraniano). 5 de agosto de 2014. Consultado em 9 de abril de 2024
4. ↑  «Émerson Luiz Firmino». sport.de (em alemão). Consultado em 9 de abril de 2024
5. ↑  «Luiz Firmino Emerson - Stats and titles won». footballdatabase.eu. Consultado em 9 de abril de 2024